# Generalplaneberedning
Generalplaneberedning betecknar en kommunal avdelning med syfte att bereda ärenden rörande stadsplanering och ta fram beslutsunderlag för generalplaner och stadsplaner.
Generalplaneberedningar har bland annat funnits i följande kommuner:
- Generalplaneberedningen (Stockholm) (1951-1976), initialt kallad Nedre Norrmalmsdelegationen
- Generalplaneberedningen (Linköping)
- Generalplaneberedningen (Norrköping)